# Canada Goose

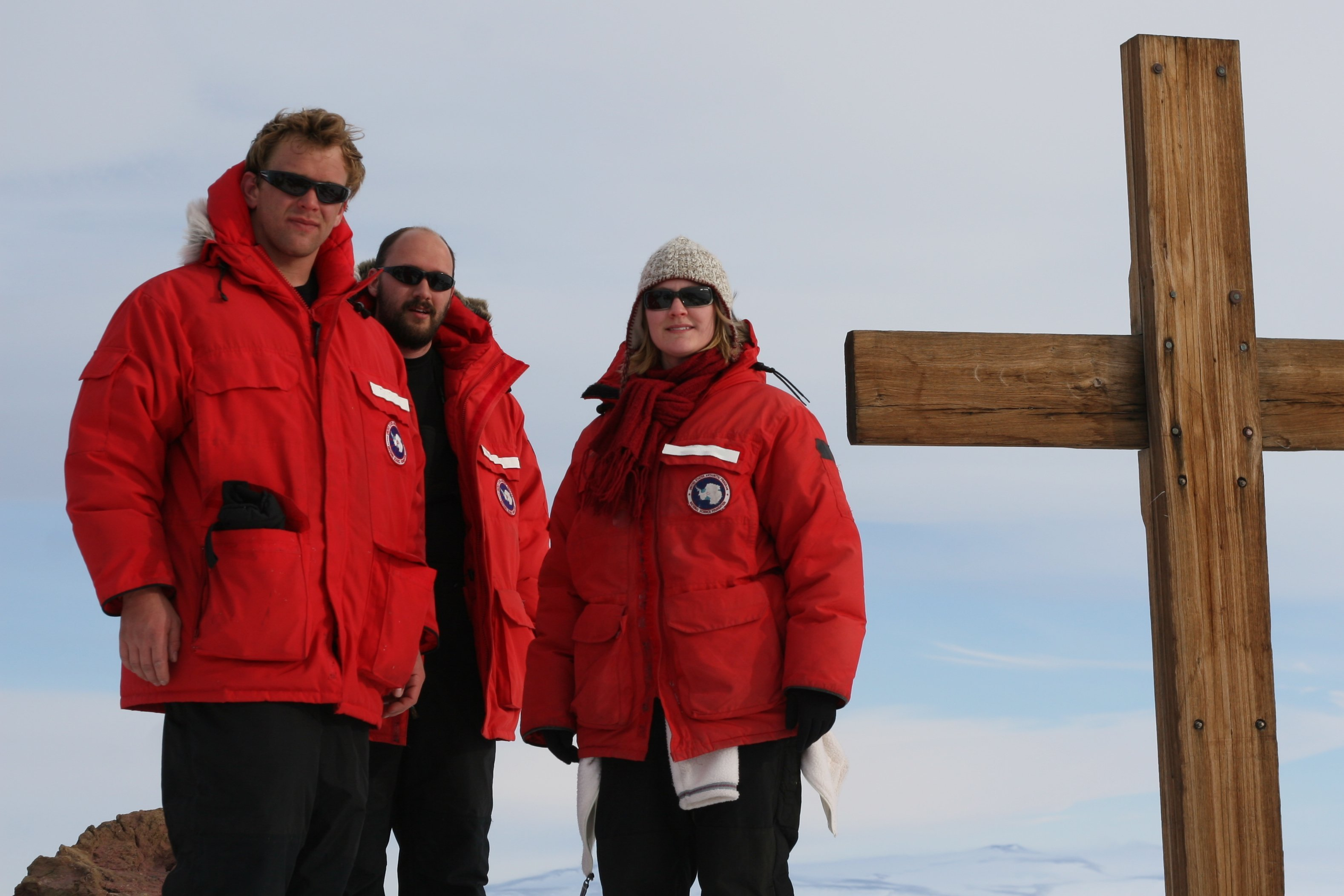
Tre personer bärande Canada Goose parkas på Observation Hill, Antarktis.

Canada Goose Holdings Inc. är ett kanadensisk holdingbolag noterat på Toronto Stock Exchange som tillverkar vinterkläder för såväl arbete och fritid. Bolaget grundades 1957 i Toronto.

## Populärkultur
Den har också förekommit i en del filmer, Nicolas Cage (i National Treasure) och Jessica Alba (i Good Luck Chuck) och Kate Beckinsale (i Whiteout) bär jackorna. I filmen The Day After Tomorrow används Canada Goose's Expedition Parka av forskarna i National Oceanic and Atmospheric Administration. Rollkaraktären Eva i filmen Adam & Eva bar en Canada Goose jacka.

## Användare
Canada Goose är standardutrustning för Canadian Rangers, regionalpolisen Ontario Provincial Police, miljödepartementet i Kanada och kriminalvården i Ontario. The Expedition Parka är standardutrustning för United States Antarctic Program.